# 安嘉門
安嘉門（あんかもん）は、平安京大内裏の外郭十二門のひとつである。右衛門府が警固を担当した。

## 概要
大内裏の北面、偉鑒門の西。一条大路に面している。大きさは5間、戸3間であった。
延暦13年（794年）、宮城経営のとき若狭国・越中国が造営し、海犬養氏(海犬甘氏)がこれを監したことがその名称の由来（あまいぬかひ → あん(む)か）。当時は「海犬養門」といった。門内に兵庫寮の建物があったため「兵庫寮御門」と呼ばれた。弘仁9年（818年）、額を改め、橘逸勢の筆額を掲げた。